# Aeroportul Mount Gambier
Aeroportul Mount Gambier (IATA: MGB, ICAO: YMTG) este un aeroport din Wandilo⁠(d), Grant⁠(d), Australia de Sud, Australia ce deservește zona Limestone Coast⁠(d). Aeroportul a fost tranzitat în 2022 de 73.514 pasageri. A fost deschis în 1930 și numit după Mount Gambier⁠(d).
Situat la o altitudine de 64 m, aeroportul dispune de o singură pistă. Este operat de Grant⁠(d).